# Oberhausbergen
Oberhausbergen is een gemeente in het Franse departement Bas-Rhin (regio Grand Est). Oberhausbergen telde op 1 januari 2022 5.652 inwoners. De plaats maakt deel uit van het kanton Hœnheim in het arrondissement Strasbourg. Tot 1 januari 2015 was het deel van het kanton Mundolsheim in het arrondissement Strasbourg-Campagne, die op die dag allebei werden opgeheven.
Na 1871 werd door de Duitsers Fort V gebouwd als onderdeel van de verdedigingsgordel rond Straatsburg. De plaats werd uitgekozen omwille van de hoge, gunstige ligging. Voor de bouw werd 240.000 m³ beton gebruikt. Het fort kon 900 soldaten huisvesten.

## Geografie
De oppervlakte van Oberhausbergen bedroeg op 1 januari 2022 3,79 vierkante kilometer; de bevolkingsdichtheid was toen 1.491,3 inwoners per km².

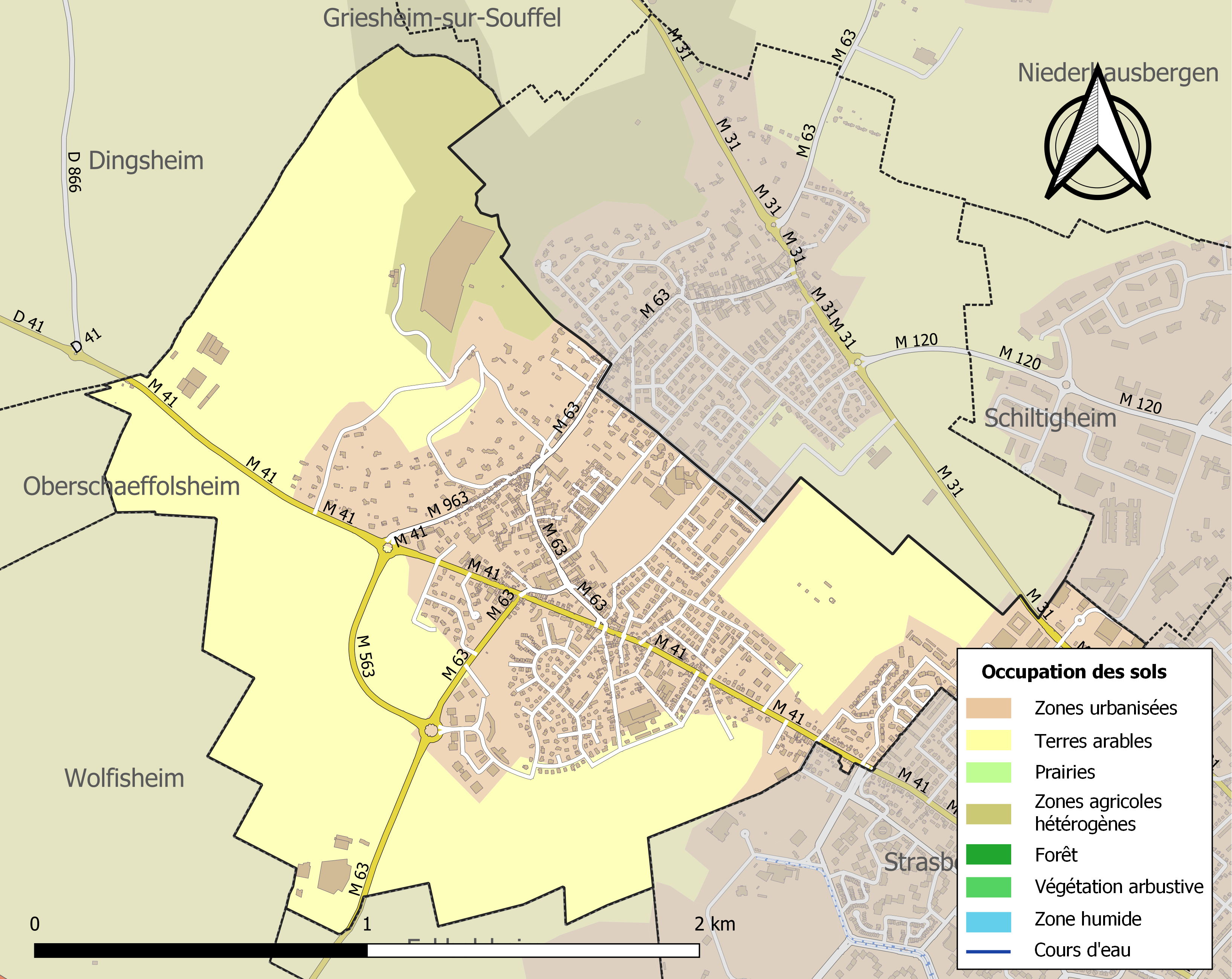
Kaart van de gemeente met de belangrijkste infrastructuur, bodemgebruik en omliggende gemeenten

## Demografie
Onderstaande figuur toont het verloop van het inwonertal (bron: INSEE-tellingen).